# بحيرة حمرين
بحيرة حمرين بحيرة تقع في محافظة ديالى شرق العراق. البحيرة تتبع سد حمرين الذي يقع على مجرى نهر الوند في محافظة ديالى الذي افتتح في حزيران عام 1981 م بهدف حماية مدن حوض نهر ديالى من الفيضانات الموسمية. تقع بحيرة حمرين شرقي السعدية وتشكل الخزان الاستراتيجي للمياه في ديالى. تزود البحيرة حاليا أكثر من 70% من مناطق ديالى بمياه الشرب ومياه الري.
البحيرة قادرة على استيعاب مليارين و400 مليون متر مكعب، وربما أكثر كما حصل في عام 2019  [بحاجة لتوضيح] إذ وصلت كمية المخزون إلى معدلات استثنائية بلغت مليارين و900 مليون متر مكعب.
وفي ربيع عام 2022 تعرضت بحيرة حمرين إلى الجفاف بالكامل بسبب قلة الأمطار.